# Portland (ostrov)
Isle of Portland je poloostrov v anglickém hrabství Dorset. Má rozlohu 11,5 km² a žije na něm 12 400 obyvatel. Největším sídlem je Fortuneswell. Původně byl ostrovem, později však vznikla úzká šíje Chesil Beach, která ho propojila s pevninou. Nejvyšším bodem je Verne Hill (149 m n. m.).
Ostrov proslul především svými lomy na vápenec pocházející z období tithonu. Z tohoto materiálu je postaveno množství londýnských staveb včetně katedrály svatého Pavla. Portlandský cement dostal název podle toho, že svými vlastnostmi připomíná kámen z Portlandu.
Portland je součástí Jurského pobřeží, které je zapsáno na seznam světového dědictví, pro své přírodní bohatství patří mezi místa zvláštního vědeckého zájmu a prochází jím turistická stezka South West Coast Path. Osídlení lokality je doloženo již v mezolitu, v římských dobách byl Portland známý jako Vindelis. Historickými památkami jsou hrad, který nechal postavit Jindřich VIII. Tudor, a zřícenina pevnosti Rufus Castle z normanských dob. Na jižní špici ostrova se nachází mys Portland Bill s majákem. Ostrov je proslavený také velkým umělým přístavem, který do roku 1995 využívalo britské královské námořnictvo. Po odchodu vojáků se Portland stal rekreační oblastí. Vzniklo zde plemeno potlandských ovcí.
U pobřeží Portlandu se konaly soutěže v jachtingu v rámci Letních olympijských her 2012.
Poloostrov je známý pověrou, že zde pouhé vyslovení slova „rabbit“ (králík) přináší neštěstí. Tato tradice se vysvětluje tím, že králičí nory způsobovaly v kamenolomech nebezpečné sesuvy půdy. Anglosaská kronika zmiňuje vikingský nájezd na Portland v roce 789. Thomas Hardy sem zasadil děj svého posledního románu The Well-Beloved.